# Malá vodní elektrárna Skalka
Malá vodní elektrárna Skalka byla vybudována pod hrází vodní nádrže Skalka na 242,41 km řeky Ohře v Chebu v okrese Cheb v Karlovarském kraji. 

## Charakteristiky
Spád činí maximálně 9,7 m. Instalovány jsou dvě Kaplanovy horizontální turbíny typu „S“ s oběžným kolem o průměru 860 mm (Pavelka 4KPK-850) o hltnosti 4,5 m³/s a dva asynchronní generátory 8AOG455-12. Každá turbína o výkonu 370 kW. V provozu je od roku 2000. Provozovatelem je společnost Povodí Ohře státní podnik se sídlem v Chomutově.

## Malá vodní elektrárna Skalka - mikrozdroj
Jedna turbína SIGMA DE 450 S výkon 18 kW.